# Eois haematodes
Eois haematodes là một loài bướm đêm trong họ Geometridae.